# Phàn tước châu Âu

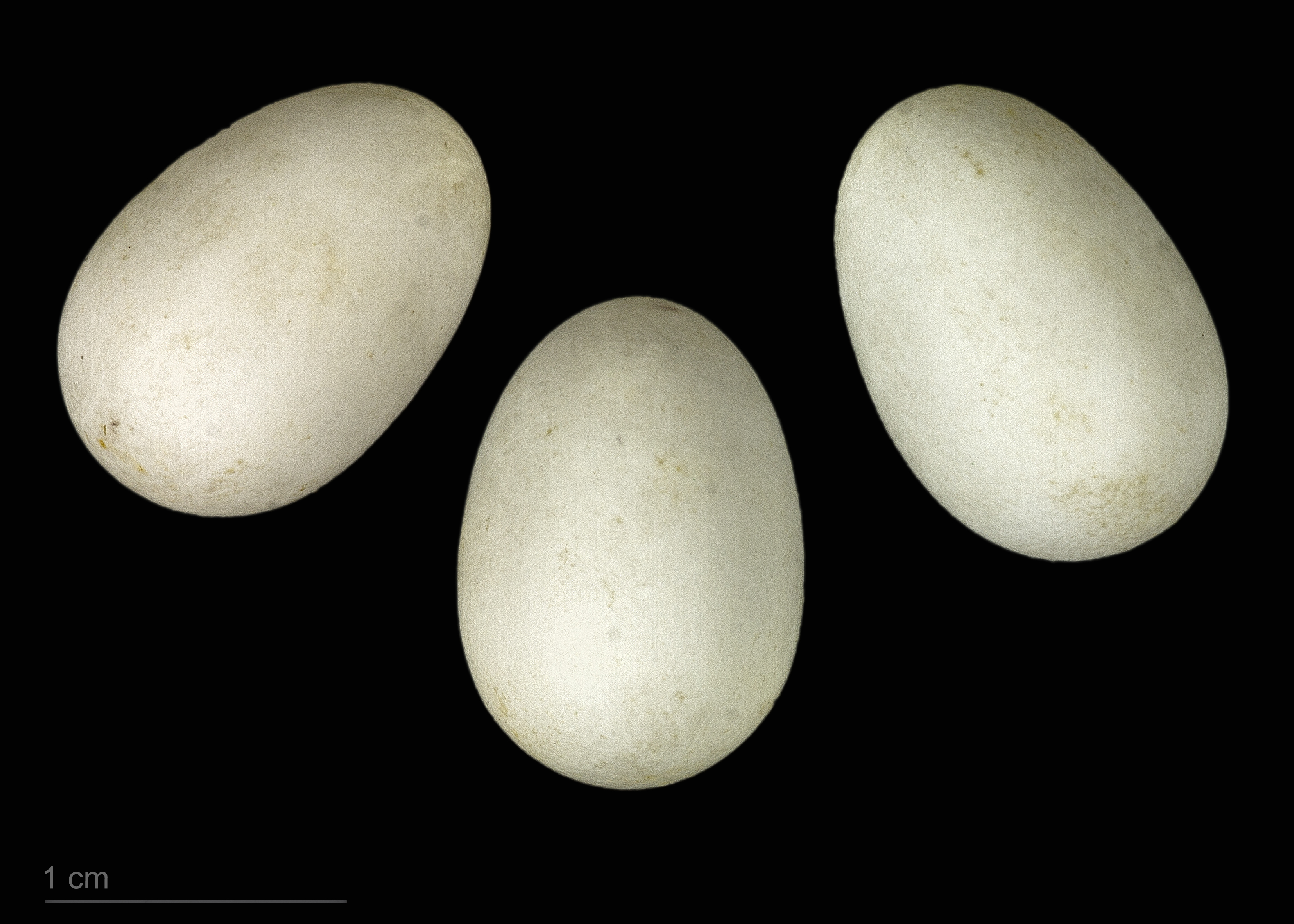
Remiz pendulinus

Remiz pendulinus là một loài chim trong họ Remizidae.